# Porphyrinia rivula
Porphyrinia rivula là một loài bướm đêm trong họ Noctuidae.